# Zbigniew Kączkowski

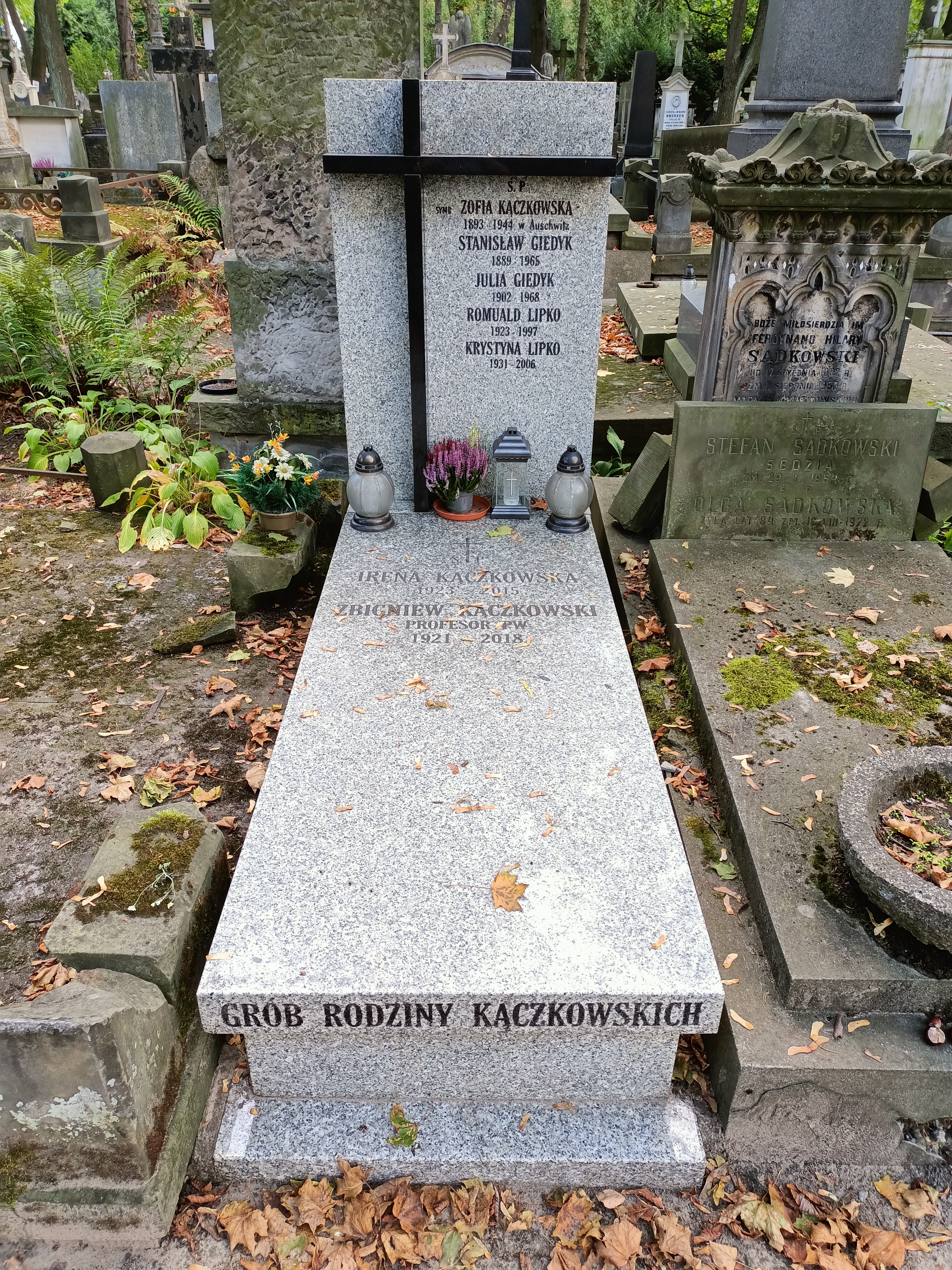
Grób Zbigniewa Kączkowskiego na Cmentarzu Powązkowskim w Warszawie

Zbigniew Kączkowski (ur. 10 kwietnia 1921 w Krakowie, zm. 27 listopada 2018) – profesor nauk technicznych, specjalista w dziedzinie mechaniki budowli i teorii konstrukcji inżynierskich.

## Życiorys
Wykształcenie: 1931–1939 gimnazjum i liceum matematyczno-fizyczne Towarzystwa Szkoły Średniej w Gdyni; 1945–1949 studia na Wydziale Inżynierii Lądowej i Wodnej Politechniki Gdańskiej, 1949 dyplom magistra inżyniera, 1954 stopień doktora nauk technicznych na Politechnice Gdańskiej; 1957 tytuł profesora nadzwyczajnego; 1972 – profesora zwyczajnego.
1940–1941 w Warszawie drużynowy Szarych Szeregów; 1941 poszukiwany przez gestapo zmienił nazwisko na Kaczanowski i opuścił Warszawę;
1941–1943 w okolicach Białej Góry i Grabowa, pow. Kozienice członek Związku Walki Zbrojnej, Armii Krajowej prowadził tajne nauczanie; 11 IV-24 VI 1943 aresztowany we wsi Biała Góra więziony w Radomiu; 24 VI 1943-15 VIII 1944 więzień Oświęcimia, nr obozowy 125727; 1944–1945 więzień obozów koncentracyjnych w Buchenwaldzie, Dorze, nr obozowy 79279 oraz w Ravensbrück, nr obozowy 14298.
1945–1947 w Gdyni i Gdańsku pracownik techniczny w Biurze Odbudowy Portów; 1947–1950 asystent prof. Franciszka Otto w Katedrze Geometrii Wykreślnej, a później – prof. Witolda Nowackiego w Katedrze Mechaniki Budowli; 1950–1953 kierownik oddziału budowlanego, szef projektowania w Biurze Projektów Przemysłu Włókien Sztucznych w Szczecinie; 1950–1954 kierownik Katedry Wytrzymałości Materiałów i Mechaniki Budowli w Szkole Inżynierskiej w Szczecinie; 1953–1962 i 1986–1991 samodzielny pracownik naukowy w Instytucie Podstawowych Problemów Techniki (IPPT) Polskiej Akademii Nauk (PAN) w Warszawie; 1954–1983 na Politechnice Warszawskiej: 1954–1970 kierownik Katedry Mechaniki Budowli, 1971–1979 kierownik zespołu dydaktycznego w Instytucie Mechaniki Konstrukcji Inżynierskich; 1964–1969 prodziekan Wydziału Inżynierii Lądowej. 1956–1982 redaktor w tym 1972–1978 redaktor naczelny Archiwum Inżynierii Lądowej; 1966–1990 członek Komitetu Inżynierii Lądowej i Wodnej PAN, 1969–1984 członek Komitetu Mechaniki PAN; w Polskim Towarzystwie Mechaniki Teoretycznej i Stosowanej 1957 członek założyciel, 1971–1976 przewodniczący Zarządu Głównego, od 1978 członek honorowy; od 1978 członek Polskiego Towarzystwa Matematycznego, American Mathematical Society, Gesellschaft f. Angewandte Mathematik u. Mechanik; od 1997 członek honorowy Polskiego Towarzystwa Metod Komputerowych Mechaniki. W 1983 r. przeszedł na emeryturę.
Autor lub współautor kilkunastu podręczników i monografii oraz ponad 80 rozpraw i artykułów naukowych dotyczących różnych dziedzin mechaniki konstrukcji i teorii sprężystości. Odznaczony Krzyżem Armii Krajowej, Krzyżem Oświęcimskim, Krzyżem Kawalerskim Orderu Odrodzenia Polski, Medalem Wojska (czterokrotnie), złotą odznaką honorową Zasłużony dla Budownictwa i Przemysłu Materiałów Budowlanych. W 2002 otrzymał Medal im. prof. Stefana Kaufmana.
Wypromował 24 doktorów, wśród których byli przyszli samodzielni pracownicy nauki (w nawiasach daty nadania stopnia doktora): prof. dr hab. Edward Krynicki (1959), prof. zw. dr hab. inż. Zbigniew Reipert (1964), prof. dr inż. Andrzej Gomuliński (1966), prof. dr hab. inż. Marek Witkowski (1970), prof. dr hab. inż. Rościsław Tribillo (1972), prof. dr hab. inż. Adam Podhorecki (1981), dr hab. inż. Józef Pelc (1985) i dr hab. inż. Irena Sielamowicz (1991).